# Jennifer Garner
Jennifer Anne Affleck, bolje poznana kot Jennifer Garner, ameriška filmska, gledališka in televizijska igralka, * 17. april 1972, Houston, Teksas, Združene države Amerike.
Jennifer Garner je postala prepoznavna po tem, ko je zaigrala agentko agencije CIA, Sydney Bristow v dramski akcijski televizijski seriji Alias, ki je izšla na ABC-ju. V epizodi je igrala vseh pet sezon, od leta 2001 do leta 2006. Medtem ko je delala na seriji Alias, je zaigrala tudi v filmskih uspešnicah Pearl Harbor (2001) in Ujemi me, če me moreš (2002). Od takrat naprej se je Jennifer Garner pojavila tako v stranskih kot v glavnih vlogah v projektih, kot so Daredevil (2003), Od punčke do bejbe (2004) in Juno (2007). Poročila se je z igralcem in režiserjem Benom Affleckom, s katerim imata dve hčerki in sina.

## Zgodnje življenje
Jennifer Anne Affleck se je kot Jennifer Anne Garner rodila 17. aprila 1972 v Houstonu, Teksas, Združene države Amerike. Je druga izmed treh hčera srednjerazredne družine iz Houstona. Njenima sestrama je ime Melissa Lynn Garner Wylie in Susannah Kay Garner Carpenter, obe pa imata že svoje otroke: Melissa ima sina Jacka, Susannah pa hčerko Emmo. Njena mama, Patricia Ann (rojena English) je angleška učiteljica iz Oklahome, njen oče, William John Garner pa je delal kot kemijski inženir v Union Carbideu. Ko je bila stara štiri leta, se je zaradi očetovega dela v tem podjetju morala družina preseliti v Princenton, Zahodna Virginija, kasneje pa v Charleston, Zahodna Virginija, kjer je Jennifer stanovala vse do svojih let na kolidžu. Njena starejša sestra Melissa, ki trenutno prebiva v Bostonu, Massachusetts, naj bi bila njen navdih.
Imela je zelo konzervativno vzgojo, kar je pomenilo, da je morala vsako nedeljo v cerkev, ni smela uporabljati ličil in nositi bikinija ter morala počakati vsaj do šestnajstega leta, preden so ji starši dovolili nositi uhane v ušesih. Zaradi vsega tega se je pozneje šalila, da je njena družina »samo korak stran od Amišev.« Šolala se je na srednji šoli George Washington High School v Charlestonu, kjer se je v šestem razredu prvič spoznala z igralstvom. Pri treh letih je začela trenirati balet, s čimer je nadaljevala vse do svoje mladosti, vendar se nikoli ni videla kot klasična balerina. Leta 1990 je odšla na univerzo Denison University v Ohiu, kjer je imela glavno vlogo v veliko šolskih igrah. Tam je dokončala univerzo in se leta 1994 pridružila društvu Pi Beta Phi.

## Kariera
Leta 1995 je bila Jennifer Garner sprejeta na Yale, vendar je šolanje opustila in začela z igralsko kariero. V gledališču v New Yorku je dobila vlogo v igri A Month in the Country, s čimer je zaslužila 150 $ na teden. Kasneje je dobila svojo prvo televizijsko vlogo in sicer v televizijskem filmu Zoya, ki je temeljil na romanu Danielle Steel. V poznih devetdesetih se je pojavila epizodah televizijskih serij kot so Mesto greha, Zakon in red, Significant Others in Time of Your Life.
Svojo prvo filmsko vlogo je dobila leta 2000 v komediji Stari, kje je moj avto?, kjer je igrala eno izmed deklet Ashtona Kutcherja. Leta 2001 se pojavi v stranski vlogi v filmu Pearl Harbor, kjer med drugim igra tudi njen bodoči mož, Ben Affleck.
Kasneje leta 2001 ji J. J. Abrams, producent serije Felicity, v kateri je Jennifer Garner igrala leta 1998, priskrbi vlogo Sydney Bristow v svoji novi vohunski televizijski seriji Alias. Garnerjeva, ki do takrat še ni imela takšne vloge, ni vedela, kako »udariti« soigralca in tega se je naučila šele v prvih nekaj dneh snemanja. Povedala je, da »udari, kot dekle«, in da je zaradi tega privolila v mesec dni dolg privatni tečaj Taekwondoja pred snemanjem. Na začetku v njen uspeh v tej vlogi ni verjel nihče, ne igralska skupina, ne ona. Kasneje je komentirala: »Bila sem tako dekliška. Niti tega nisem vedela, kako udariti!« V prvih epizodah v prvi sezoni televizijske serije je bila serija zelo uspešna, saj jo je na teden gledalo pribljižno 10,2 milijona gledalcev, Garnerjeva pa je leta 2002 dobila Zlati globus za svojo vlogo. Njen zaslužek je bil na začetku 40.000 dolarjev na epizodo, v zadnji sezoni pa so ji za epizodo plačali že 150.000 dolarjev. Za serijo je na koncu prejela štiri Zlate globuse in dve nominaciji za Emmyja. Leta 2005 je dobila nagrado Screen Actors Guild Award. Istega leta je med četrto epizodo Jennifer Garner režirala epizodo serije Alias, imenovano »In Dreams«, ki je izšla maja tistega leta, zadnjo sezono serije pa je tudi producirala. Serija se je končala v maju 2006, kar je pomenilo, da jo je Jennifer Garner snemala še v sedemnajstem ali dvaindvajsetem tednu nosečnosti, ki je bila vključena tudi v scenarij.
Med snemanjem te televizijske serije se je Jennifer Garner pojavila v filmu Stevena Spielberga, Ujemi me, če me moreš leta 2002. Njen preboj je prišel leta 2003 ko je igrala Elektro Natchios v filmu Daredevil, upodobitvi istoimenskega stripa. Nekoč je bila na snemanju izpostavljena kronični nesreči, saj se je med snemanjem nekega prizora zapletla v žice. Film je dobival tako kritike kot pohvale, zaslužek pa je bil vsekakor velik.
Svojo prvo glavno filmsko vlogo je dobila leta 2004 v filmu Od deklice do bejbe, ki se ji je zdel kot priložnost, da pokaže tudi svoje spretnosti v komediji. Gledalci so njen nastop večinoma opisali kot pozitivno, revija The Christian Science Monitor pa je komentirala, da »Garnerjeva sicer ni kakšen Tom Hanks, vendar je vedno privlačna in simpatična.« Njena naslednja glavna vloga je bila vloga Elektre v filmu Elektra leta 2005 v različici filma Daredevil. The Boston Globe je komentiral, da je »na podlagi njenega pomanjkanja vokalnih in humorističnih sposobnosti težko razumeti, da Garnerjeva še vedno vstraja v igralskem poslu,« USA Today pa, da je »Jennifer Garner v vlogi Elektre veliko bolj privlačna in očarljiva, kot v filmu Od deklice do bejbe.«
Njena naslednja pomembnejša filma sta bila Ujemi in spusti (2007) in Kraljestvo (2007) poleg igralcev, kot so Jamie Foxx, Jason Bateman in Ashraf Barhom. Film je zaslužil veliko denarja, vendar je dobil negativne kritike. Kasneje se je pojavila v komični drami Jasona Reitmana Juno, ki je imel kasneje precej dober zaslužek. Po premieri na filmskem festivalu Toronto Film Festival, je revija Entertainment Weekly napisala: »Zvezdnica serije Alias in filma Kraljestvo v tej komediji ne potrebuje udarcev. Kot mlada ženska, ki obupano upa na posvojitev je smešna, nekoliko težka za razumevanje in neverjetno patetična.« S tem filmom je zaslužila več kot 8,5 milijonov dolarjev.
1. novembra 2007 je dobila vlogo Roxanne v Broadwayski igri Cyrano de Bergerac poleg Kevina Klinea v teatru Richard Rodgers Theatre v Broadwayu. Najprej naj bi se igra vrtela vse do 23. decembra tistega leta, vendar so jo podaljšali do 6. januarja 2008. Bila je izbrana v igralsko ekipo filma Valentinovo, ki je v kinematografe prišel leta 2010.

## Zasebno življenje
19. oktobra 2000 se je Jennifer Garner poročila s Scottom Foleyjem, ki ga je spoznala na snemanju serije Felicity leta 1998. Po razhodu v marcu 2003 je Garnerjeva vložila zahtevo za ločitev maja tistega leta in 30. marca 2004 se je par tudi uradno ločil. Foley in Garnerjeva sta dejala, da je delo v filmski industriji privedlo do neuspeha njunega zakona, po mnenju Garnerjeve pa sta oba »žrtvi Hollywooda«. Po razhodu je Jennifer Garner nekaj časa hodila s sodelavcem iz televizijske serije Alias od junija 2003 do marca 2004.
V juliju 2004 je Jennifer Garner začela hoditi z Benom Affleckom in par se je prvič skupaj pojavil v javnosti na Boston Red Soxu v avgustu tistega leta. Postala je tarča tabloidov, najprej kot Affleckovo dekle, kasneje pa še kot njegova žena. »Ben mi je povedal, da ne smem brati stvari o sebi, saj so določene stvari lahko prav strupene,« je dejala v intervjuju leta 2009. Na njen triintrideseti rojstni dan, ko je bila noseča z njunim prvim otrokom, jo je Ben Affleck zasnubil z 4,5 karatnim diamantnim prstanom Harryja Winstona. Poročila sta se v njenem tretjem mesecu nosečnosti, 29. junija 2005 s privatnim obredom, ki ga je vodil družinski prijatelj Victor Garber, 1. decembra tistega leta je Jennifer Garner rodila njuno prvo hčer, Violet Anne Affleck. Drugega otroka, ki sta ga poimenovala Seraphina Rose Elizabeth Affleck, sta pričakala 6. januarja 2009. Tretji otrok pa se jima je rodil 27. februarja 2012, poimenovala sta ga Samuel Garner Affleck.
Jennifer Garner uživa v kuhanju in vrtnarjenju. Ima labradorko po imenu »Martha Stewart« (poimenovana je po istoimenski televizijski osebnosti), s katero se je 24. januarja 2007 pojavila v televizijski seriji Martha. Jennifer Garner je bila leta 2007 s strani časopisa The Charleston Sunday Gazette-Mail imenovana za »osebo iz zahodne Virginije leta« »zaradi svoje predanosti, etičnega dela in unikatne vloge kot vloge fotomodela in ambasadorke zahodne Virginije.«

## Filmografija
| Filmi      | Filmi                              | Filmi                 | Filmi |
| Leto       | Naslov                             | Vloga                 | Opombe |
| ---------- | ---------------------------------- | --------------------- | --- |
| 1997       | In Harm's Way                      | Kelly                 | |
| 1997       | Sesuti Harry                       | Ženska v dvigalu      | |
| 1997       | Washington Square                  | Marian Almond         | |
| 1997       | Mr. Magoo                          | Stacey Sampanahodrita | |
| 1998       | 1999                               | Annabell              | |
| 2000       | Stari, kje je moj avto?            | Wanda                 | |
| 2001       | Pearl Harbor                       | Sestra Sandra         | |
| 2001       | Rennie's Landing                   | Kiley Bradshaw        | |
| 2002       | Ujemi me, če me moreš              | Cheryl Ann            | Cameo |
| 2003       | Daredevil                          | Elektra Natchios      | MTV Movie Award za ženski prebojni nastop Nominirana – MTV Movie Award za najboljši poljub (skupaj z Benom Affleckom) Nominirana – Teen Choice Award za izbiro filmske kemije (skupaj z Benom Affleckom) Nominirana – Teen Choice Award za izbiro filmske igralke - Drama/Akcijska avantura Nominirana – Teen Choice Award za izbiro preboja filmske zvezde - Ženska |
| 2004       | Od deklice do bejbe                | Jenna Rink            | Nominirana – MTV Movie Award za najboljši glasbeni nastop (skupaj z Markom Ruffalom) Nominirana – Teen Choice Award za izbiro filmske kemije (skupaj z Markom Ruffalom) Nominirana – Teen Choice Award za izbiro filmske igralke - Komedija Nominirana – Teen Choice Award za izbiro filmske zvezde Nominirana – Teen Choice Award za izbiro filmskega zardevanja Nominirana – Teen Choice Award za izbiro filmske šminke |
| 2005       | Elektra                            | Elektra Natchios      | Nominirana – MTV Movie Award za najboljši poljub (skupaj z Natassio Malthe) Nominirana – Teen Choice Award za izbiro filmske igralke - Akcijska avantura/Triler |
| 2006       | Ujemi in spusti                    | Gray                  | |
| 2007       | Kraljestvo                         | Janet Mayes           | Alias Operacija: Kraljestvo |
| 2007       | Juno                               | Vanessa Loring        | Nominirana – Online Film Critics Society Award za najboljšo stransko igralko |
| 2009       | Vse moje bivše                     | Jenny Perotti         | |
| 2009       | The Invention of Lying             | Anna                  | |
| 2010       | Valentinovo                        | Julia Fitzpatrick     | |
| 2011       | Butter                             |                       | Post-produkcija |
| 2011       | Arthur                             |                       | V snemanju |
| Televizija |                                    |                       | |
| Leto       | Naslov                             | Vloga                 | Opombe |
| 1995       | Danielle Steel's Zoya              | Sasha                 | Televizijski film |
| 1996       | Harvest of Fire                    | Sarah Troyer          | Televizijski film |
| 1996       | Dead Man's Walk                    | Clara Forsythe        | Miniserija |
| 1996       | Swift Justice                      | Allison               | Epizoda: »No Holds Barred« |
| 1996       | Zakon in red                       | Jaime                 | Epizoda: »Aftershock« |
| 1996       | Mesto greha                        | Becky                 | Epizoda: »The Competition« |
| 1997       | The Player                         | Celia Levison         | Televizijski film |
| 1997       | Rose Hill                          | Mary Rose Clayborne   | Televizijski film |
| 1998       | Significant Others                 | Nell                  | 6 epizod |
| 1998–2002  | Felicity                           | Hannah Bibb           | 3 epizode |
| 1999       | Aftershock: Earthquake in New York | Diane Agostini        | Televizijski film |
| 1999–2001  | Time of Your Life                  | Romy Sullivan         | 19 epizod |
| 2001–2006  | Alias                              | Sydney Bristow        | 105 epizod Saturn Award za najboljšo televizijsko igralko Zlati globus za najboljšo igralko v dramski televizijski seriji Screen Actors Guild Award za izstopajoči nastop ženske igralke v drami Teen Choice Award za televizijo - Izbira igralke Nomiinrana – Saturn Award za najboljšo televizijsko igralko (2004, 2005, 2006) Nominirana – Emmy za izstopajočo glavno igralko v dramski seriji (2002, 2003, 2004, 2005) Nominirana – Zlati globus za najboljšo igralko - Dramska televizijska serija (2003, 2004, 2005) Nominirana – Screen Actors Guild Award za izstopajoči nastop ženske igralke v dramski televizijski seriji Nominirana – Satellite Award za najboljšo igralko - Dramska televizijska serija (2003, 2004, 2005) Nominirana – Television Critics Association Award za individualne dosežke v drami Nominirana – Teen Choice Award za izbiro televizijske igralke - Drama |